# وفاة كريس كريمرز وليزان فرون
كريس كريمرز وليزان فرون هما طالبتان هولنديتان اختفيتا في رحلة تنزه في الأول من أبريل/نيسان عام ٢٠١٤، أثناء سيرهما على درب يُدعى "إلبيانيستا" في بنما . وبعد بحث مكثف، عُثر على أجزاء من جثتيهما بعد مرور بضعة أشهر. ولم يُحدد سبب وفاتهما بشكل قاطع؛ إذ ظنّت السلطات الهولندية، بالتعاون مع محققي الطب الشرعي والبحث والإنقاذ، في البداية أن الطالبتين قد سقطتا من جرف بعن طريق الخطأ عد أن ضلّا طريقهما. وقد أثارت ظروف وتداعيات اختفائهما التكهنات الكثيرة حول أيامهما الأخيرة.  
على الرغم من طرح العديد من النظريات حول ما حدث لكريمرز وفرون، لم يُحسم سبب الوفاة رسميًا. وتعرضت السلطات البنمية إلى انتقادات لاذعة بسبب سوء تعاملها المزعوم مع الاختفاء وما تلاه من أحداث.   أثارت التحقيقات الإضافية في القضية عام 2017 إلى تساؤلات حول التحقيق الأولي،  بالإضافة إلى احتمال وجود صلة مع جرائم قتل في المنطقة. 

## خلفية القصة
نشأت كريس كريمرز (21 عامًا) وليزان فرون (22 عامًا) في مدينة أميرسفورت ، مقاطعة أوتريخت ، هولندا. وُصفت كريمرز بأنها شخصية منفتحة ومبدعة ومسؤولة، بينما وُصفت فرون بأنها طموحة ومتفائلة وذكية ولاعبة كرة طائرة شغوفة. وكانت كريمرز قد أكملت للتو دراستها في مجال التربية الاجتماعية الثقافية، وتخصصت في التربية الفنية في جامعة أوتريخت . فيما تخرجت فرون بدرجة في علم النفس التطبيقي من جامعة ديفينتر . 
انتقلت فرون قبل أسابيع قليلة من مغادرتهما إلى بنما، للعيش مع كريمرز في غرفة نوم مشتركة في أمرسفورت، وعملتا سوياً في مقهى/مطعم يُدعى "إن دن كلاينن هاب" . وادخرتا المال لمدة ستة أشهر، وخططتا للسفر إلى بنما معًا في عطلة مميزة، على أمل تعلم اللغة الإسبانية والقيام بشيء ذي قيمة لسكانها، لا سيما التطوع مع الأطفال. وكان من المفترض أن تكون الرحلة أيضًا هدية تخرج لفرون.  

## الاختفاء
وصلت كريمرز وفرون إلى بنما في 15 مارس/آذار 2014. حيث جابتا البلاد لمدة أسبوعين قبل وصولهما إلى بوكيتي، تشيريكي ، في 29 مارس/آذار للعيش مع عائلة محلية لمدة شهر، والتطوّع مع الأطفال. في الأول من أبريل/نيسان، حوالي الساعة 11 في الصباح، ذهبوا في نزهة سيرًا على الأقدام بالقرب من الغابات الملبدة بالغيوم المحيطة ببركان بارو ، على درب إلبيانيستا ، غير بعيد عن بوكيتي. وتشير بعض المصادر إلى أنهم اصطحبوا معهم كلبًا يملكه أصحاب مطعم إلبيانيستا .  كتبت السيدتان على فيسبوك أنهما تنويان التجول في بوكيتي، وأفادت التقارير أنهما شوهدتا وهما تتناولان وجبة فطور وغداء مع شابين هولنديين قبل انطلاقهما في الدرب. 
تزعم بعض المصادر أن أصحاب المطعم أصيبوا بالذعر بعدما عاد كلبهم إلى المنزل في تلك الليلة بدون الفتاتين. كما توقفت الرسائل التي كانت الفتاتين ترسلانهما إلى عائلتيهما يوميًا. في صباح يوم 2 أبريل، تغيبت الفتاتين عن موعد لهما مع مرشد محلي.  في 6 أبريل، وصل والداهما إلى بنما برفقة الشرطة والمحققين الهولنديين ووحدات الكلاب ليقوموا ببحث شامل في الغابات لمدة عشرة أيام. وعرض الأهل مكافأة قدرها 30000 دولار أمريكي لأي معلومات تؤدي إلى مكان وجود الفتاتين. 

## اكتشاف حقيبة الظهر
بعد عشرة أسابيع، في الرابع عشر من يونيو/حزيران، سلّمت امرأة محلية حقيبة ظهر فرون الزرقاء، التي أفادت أنها عثرت عليها على ضفة نهر،  بالقرب من قريتها ألتو روميرو، في مقاطعة بوكاس ديل تورو . احتوت الحقيبة على نظارتين شمسيتين، ومبلغ نقدي قدره 88 دولارًا أمريكيًا، وبطاقة تأمين فرون، وزجاجة مياه، وكاميرا فرون، وحمالتي صدر، وهواتف النساء. –  في حالة جيدة. 
أظهرت هواتف النساء أنه بعد حوالي ست ساعات من بدء رحلتهن، اتصل أحدهم بالرقم 112 (رقم الطوارئ الدولي المستخدم في بنما وغيرها) و 911 (رقم الطوارئ الوطني في بنما).   أُجريت أول محاولة اتصال استغاثة من هاتف كريمرز آيفون 4 في الساعة 4:39 مساءً (4:39 مساءً)؛ وبعد ذلك بوقت قصير، أُجريت محاولة أخرى من هاتف فرون سامسونج جالاكسي إس 3 في الساعة 4:51 مساءً (4:51 مساءً). لم تنجح أي من المكالمات بسبب ضعف الاستقبال في المنطقة. ولم تنجح أي من محاولات الاتصال اللاحقة. 
في 4 أبريل، نفدت بطارية هاتف فرون بعد الساعة الخامسة صباحًا، ولم يُستعمل الهاتف بعدها. كما توقف هاتف كريمرز عن إجراء أي مكالمات، لكن الهاتف كان يُشغَّل بين حين وآخر للبحث عن إشارة. وخلال الفترة بين 5 و11 أبريل، جرى تشغيله عدة مرات دون إدخال رمز الـPIN الصحيح، سواء بتركه فارغًا أو بإدخال رمز خاطئ. وفي 11 أبريل، شُغِّل الهاتف الساعة 10:51 صباحًا، ثم أُطفئ نهائيًا عند الساعة 11:56 صباحًا.. 
| تاريخ المكالمة | آيفون 4 (كريمرز) | سامسونج جالاكسي إس 3 (فرون) |
| -------------- | --- | --- |
| 1 أبريل 2014   | 16:39 – محاولة الاتصال 1 (112) | 16:51 – محاولة الاتصال 1 (112) |
| 2 أبريل        | 08:14ص – محاولة الاتصال 2 (112) | 06:58 صباحًا – محاولة الاتصال 2 (112) 10:52 صباحًا – محاولة الاتصال الثالثة (112 و911) 13:50 – تحقق من الإشارة 1 (معلومات غير مؤكدة: محاولة الاتصال بالرقم 4 (112 و911) مع اتصال قصير المدى بشبكة GSM ) 16:19 – التحقق من الإشارة 2؛ الهاتف قيد التشغيل طوال الليل. |
| 3 أبريل        | 09:32 صباحًا – محاولة الاتصال بالرقم 3 (911) 11:47 صباحًا – تحقق من الإشارة 1 15:59 – تحقق من الإشارة 2                                                    | 07:36ص – الهاتف مغلق. |
| 4 أبريل        | 10:16 صباحًا – تحقق من الإشارة 3 13:42 – تحقق من الإشارة 4                                                                                                | 04:50 صباحًا – تحقق من الإشارة 3 05:00ص – فحص الإشارة 4؛ البطارية فارغة؛ لا يوجد المزيد من النشاط. |
| 5 أبريل        | 10:50 صباحًا – تحقق من الإشارة 5 13:37 – تحقق من الإشارة 6 (لا يوجد رقم تعريف شخصي)                                                                       | — |
| 6 أبريل        | 10:26 صباحًا – تحقق من الإشارة 7 (لا يوجد رقم تعريف شخصي) 13:37 – تحقق من الإشارة 8 (لا يوجد رقم تعريف شخصي)                                              | — |
| 11 أبريل       | 10:51 صباحًا – تحقق من الإشارة 9 (لا يوجد رقم تعريف شخصي) 11:56 صباحًا – تم إيقاف التشغيل بعد 1:05 صباحًا؛ لا يوجد المزيد من النشاط؛ متبقي 22% من البطارية. | — |

وقد احتوت كاميرا (من نوع كانون) الخاصة بفرون على صور تعود إلى الأول من أبريل، مما يشير إلى أن النساء سلكن دربًا عند نقطة مراقبة القسم القاري وتجولن في بعض المناطق البرية قبل ساعات من محاولتهن الأولى لإجراء مكالمات طوارئ، ولكن دون أي علامات على أي شيء غير عادي. في الثامن من أبريل، التُقطت 90 صورة مع استخدام خاصية الفلاش بين الساعة السابعة مساءً والعاشرة مساءً، على ما يبدو في أعماق الغابة وفي ظلام دامس تقريبًا. تُظهر بعض الصور أنهما ربما كانتا بالقرب من نهر أو وادٍ. تُظهر بعضها غصنًا عليه أكياس بلاستيكية فوق صخرة؛ وتُظهر أخرى ما يشبه حزام حقيبة ظهر ومرآة على صخرة أخرى، وتُظهر ثالثة مؤخرة رأس كريمرز.  

## اكتشاف الرفات
أدى اكتشاف حقيبة الظهر إلى عمليات بحث جديدة على طول نهر كولوبري.  تم العثور على شورت جينز كريمرز أعلى صخرة على الضفة المقابلة للرافد ، على بعد بضعة كيلومترات من المكان الذي تم اكتشاف حقيبة ظهر فرون فيه. ادعت شائعة أن الشورت تم العثور عليه مغلقًا ومطويًا بدقة؛ دحضت صور الشورت، التي نُشرت في عام 2021، هذه المعلومات.  بعد شهرين، بالقرب من المكان الذي تم اكتشاف حقيبة الظهر فيه، تم العثور على حوض وحذاء به قدم بداخله. وسرعان ما تم اكتشاف ما لا يقل عن 33 عظمة متناثرة على نطاق واسع على طول نفس ضفة النهر. أكد اختبار الحمض النووي أنها تنتمي إلى كريمرز وفرون. لا تزال عظام فرون تحتوي على بعض الجلد الملتصق بها، بينما يبدو أن عظام كريمرز قد تم تبييضها ،   وهو أمر يمكن أن يحدث بوسائل طبيعية مثل التعرض لأشعة الشمس. في المجموع، تم العثور على حوالي 10% فقط من عظام فرون و5% من عظام كريمرز. 
ادعى أحد علماء الأنثروبولوجيا الشرعية البنميين لاحقًا أنه تحت التكبير "لا توجد خدوش واضحة من أي نوع على العظام، لا من أصل طبيعي ولا ثقافي". –  "لا توجد أي علامات على العظام على الإطلاق". 

## روابط خارجية
- كريس كريمرز وليزان فروون، Accident or Murder? What Happened to the Missing Dutch Girls على يوتيوب Accident or Murder? What Happened to the Missing Dutch Girls على يوتيوب - فلم وثائقي من أكتوبر/تشرين الأول 2020 عن اختفاء سائحتين هولنديتين ووفاتهما.